# Doações de Alexandria

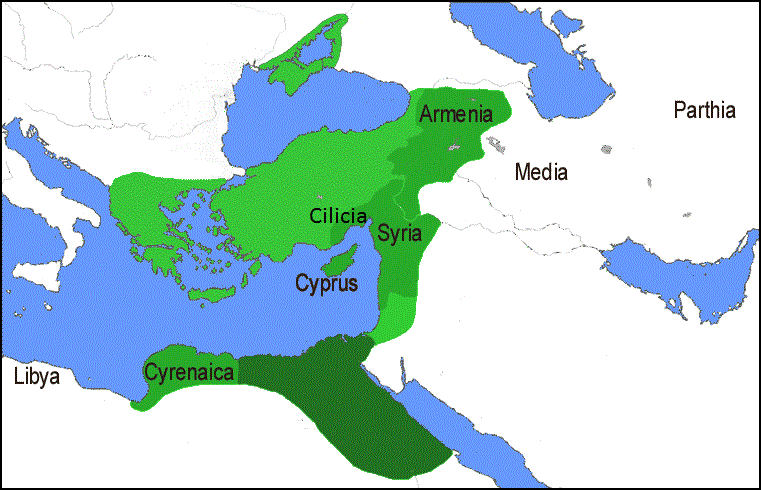
Mapa das zonas abrangidas pelas Doações de Alexandria.

As Doações de Alexandria (34 a.C.) seriam o conjunto de legados mediante os quais Marco António teria transferido territórios romanos para seus filhos com a rainha do Egito, Cleópatra. A notícia dessas doações, em Roma, arruinou, definitivamente, as relações entre Antônio e Otávio, abrindo caminho para a guerra civil entre os dois ex-triúnviros.

## As doações
Segundo o que foi difundido, à época, em Roma, seriam estas as doações:
- O filho de Cleópatra e Antônio, Alexandre Hélio, foi proclamado rei da Armênia e da Pártia (por conquistar).
- O outro filho do casal, Ptolomeu Filadelfo, recebeu a Síria e a Cilícia.
- A filha, Cleópatra Selene, obteve a Cirenaica e a Líbia.

Além disso, a rainha Cleópatra foi nomeada "rainha dos reis" e "rainha do Egito e de Chipre", tendo como corregente do trono seu filho com Júlio César, Ptolomeu XV César, também chamado "Cesarião".